# Podlužany (Nitra)
|  | No s'ha de confondre amb Podlužany (Trenčín). |

Podlužany és un poble i municipi d'Eslovàquia que es troba a la regió de Nitra, al sud-oest del país.
Està situat a l'est de la regió, prop dels rius Ipeľ i Hron (conca hidrogràfica del Danubi) i de la frontera amb la regió de Banská Bystrica.

## Història
La primera menció escrita de la vila es remunta al 1255.

## Demografia
| Godina             | 1994 | 2004   | 2014   | 2024   |
| ------------------ | ---- | ------ | ------ | ------ |
| Nombre de persones | 777  | 764    | 773    | 759    |
| Diferència         |      | −1,67% | +1,17% | −1,81% |

| Godina             | 2023 | 2024   |
| ------------------ | ---- | ------ |
| Nombre de persones | 762  | 759    |
| Diferència         |      | −0,39% |